# Liste der Biografien/Bric
Liste der Biografien |
Portal Biografien |
Personensuche
# |
A |
B |
C |
D |
E |
F |
G |
H |
I |
J |
K |
L |
M |
N |
O |
P |
Q |
R |
S |
T |
U |
V |
W |
X |
Y |
Z |
?
 
Ba |
Be |
Bd |
Bg |
Bh |
Bi |
Bj |
Bl |
Bm |
Bn |
Bo |
Br |
Bs |
Bu |
Bw |
By |
Bz
 
Bra |
Brc |
Brd |
Bre |
Brg |
Bri |
Brj |
Brk |
Brl |
Brn |
Bro |
Brp–Brt |
Bru |
Brv |
Bry |
Brz
 
Bria |
Brib |
Bric |
Brid |
Brie |
Brif |
Brig |
Brij |
Brik |
Bril |
Brim |
Brin |
Brio |
Briq |
Brir |
Bris |
Brit |
Briv |
Briw |
Brix |
Briz
Die Liste der Biografien führt alle Personen auf, die in der deutschsprachigen Wikipedia einen Artikel haben. Dieses ist eine Teilliste mit 85 Einträgen von Personen, deren Namen mit den Buchstaben „Bric“ beginnt.

## Bric

### Brica
- Bricard, Emmanuel (* 1966), französischer Schachspieler
- Bricard, Raoul (1870–1943), französischer Mathematiker
- Bricaud, Thierry (* 1969), französischer Radrennfahrer
- Bricault, Laurent (* 1963), französischer Althistoriker und Religionshistoriker

### Bricc
- Bricc[…], antiker römischer Toreut
- Bricca, Maria (1684–1733), italienische Köchin und vermeintliche Kriegsheldin
- Briccetti, Thomas (1936–1999), US-amerikanischer Komponist, Pianist und Dirigent
- Bricci, Plautilla (1616–1705), römische Malerin und Architektin
- Briccialdi, Giulio (1818–1881), italienischer Flötist, Komponist und Flötenbauer

### Brice
- Brice, Andžela (* 1970), lettische Biathletin
- Brice, Anete (* 1991), lettische Biathletin und Skilangläuferin
- Brice, Calvin S. (1845–1898), US-amerikanischer Politiker (Demokratische Partei)
- Brice, Fanny (1891–1951), US-amerikanische Komikerin, Entertainerin, Sängerin, Theater- und FilmschauspielerinFanny Brice (1891–1951)

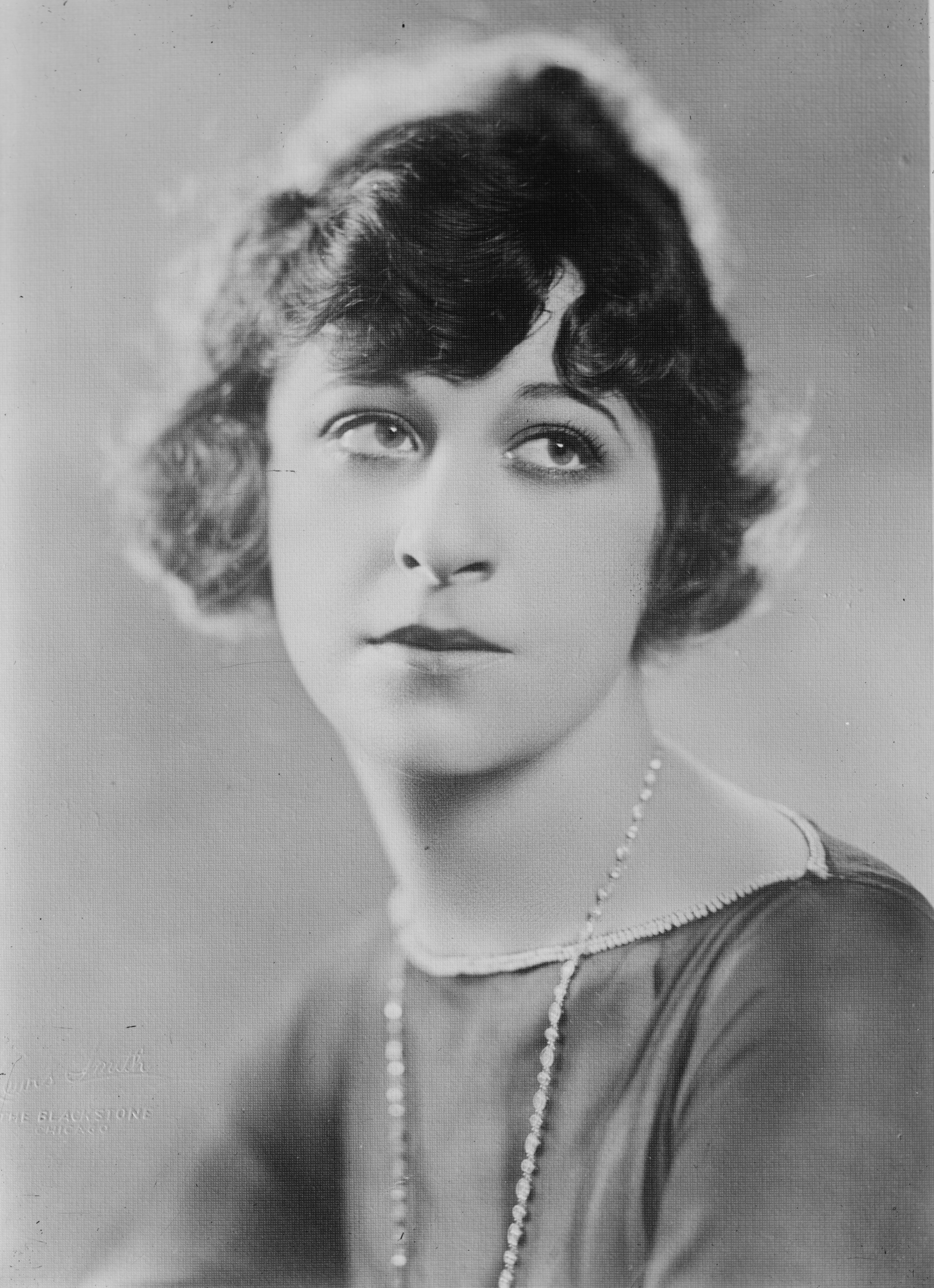
Fanny Brice (1891–1951)

- Brice, James (1746–1801), US-amerikanischer Politiker
- Brice, Lauren (1962–2015), US-amerikanische Pornodarstellerin
- Brice, Lee (* 1979), US-amerikanischer Countrysänger
- Brice, Liz May (* 1975), britische Schauspielerin
- Brice, Olie (* 1981), britischer Jazzmusiker
- Brice, Percy (1923–2020), US-amerikanischer Jazz-Schlagzeuger
- Brice, Pierre (1929–2015), französischer SchauspielerPierre Brice (1929–2015)

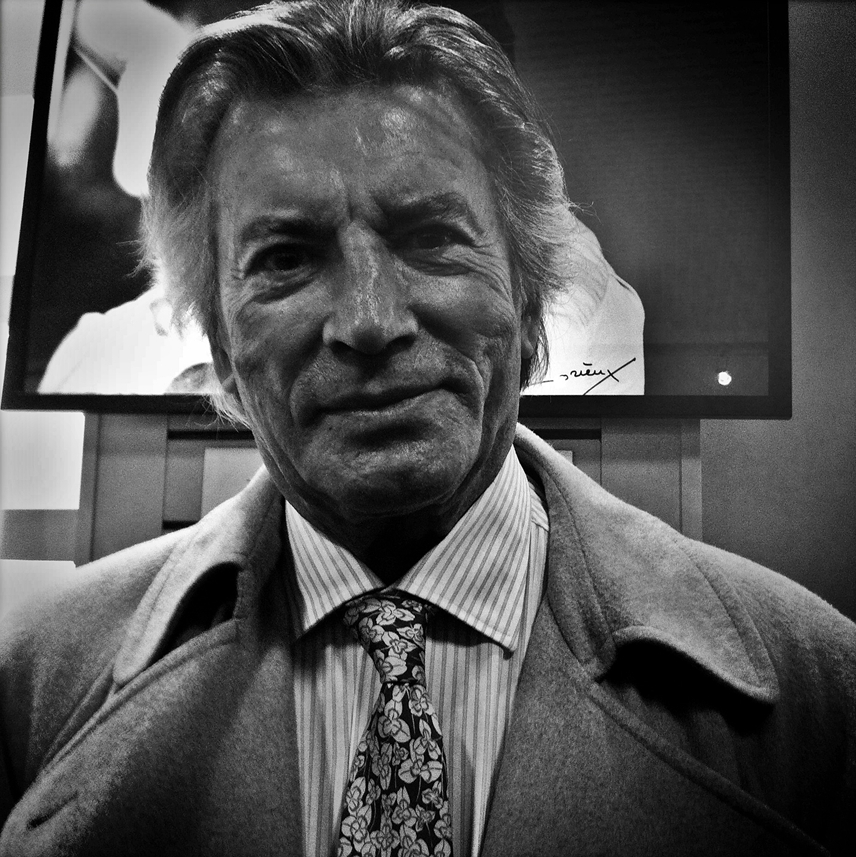
Pierre Brice (1929–2015)

- Brice, Rachel (* 1972), US-amerikanische Tänzerin
- Brice, Russell (* 1952), neuseeländischer Bergsteiger
- Briceag, Veronica (* 1981), moldauische Politikerin (PAS)
- Briceno, Carlos (* 1967), US-amerikanischer Volleyball- und Beachvolleyballspieler
- Briceño, Johnny (* 1960), belizianischer Politiker und Unternehmer

### Brich
- Brichambaut, Marc Perrin de (* 1948), französischer Jurist und Diplomat
- Brichant, Jacques (1930–2011), belgischer Tennis- und Basketballspieler
- Brichanteau, Louis Armand de (1682–1742), französischer Adliger und Militär
- Brichau, Frank (1949–2017), belgischer Comiczeichner
- Briche, Mélanie (* 1975), französische Fußballspielerin und -trainerin
- Bricher, Alfred Thompson (1837–1908), US-amerikanischer Landschaftsmaler der Hudson River School
- Brichetti, Katharina (* 1968), deutsche Bauhistorikerin, Architektin, Hochschullehrerin und Künstlerin
- Bricht, Balduin (1852–1937), österreichischer Journalist sowie Musikkritiker
- Bricht, Walter (1904–1970), österreichisch-amerikanischer Pianist, Komponist und Musikpädagoge
- Bricht-Pyllemann, Agnes (1868–1950), österreichische Pianistin, Konzertsängerin und Gesangspädagogin
- Brichta, Aleš (* 1959), tschechischer Rock-Sänger
- Brichta, Emil (1915–1997), deutscher Politiker (CSU), Oberbürgermeister
- Brichta, Raimund (* 1959), deutscher Fernsehmoderator und Börsenreporter
- Brichzin, Hans (* 1938), deutscher Archivar und Autor

### Brici
- Bricis, Ilmārs (* 1970), lettischer Biathlet

### Brick
- Brick, Abraham L. (1860–1908), US-amerikanischer Politiker
- Brick, Martin (* 1939), deutscher Tierarzt und Politiker (CDU), MdL, Landesminister von Mecklenburg-Vorpommern
- Brick, Matthew, neuseeländischer Duathlet
- Brick, Max (* 1992), britischer Wasserspringer
- Brick, Richard (1945–2014), US-amerikanischer Filmproduzent und Hochschullehrer
- Brick, Thomas (1947–2007), deutscher Mediziner und Politiker (CDU)
- Bricka, Carl Frederik (1845–1903), dänischer Historiker, Biograf und Archivar
- Bricka, Georg Stephan (1842–1901), dänischer Historiker
- Bricka, Justina (* 1943), US-amerikanische Tennisspielerin
- Brickell, Edie (* 1966), US-amerikanische Sängerin und LiedermacherinEdie Brickell (* 1966)

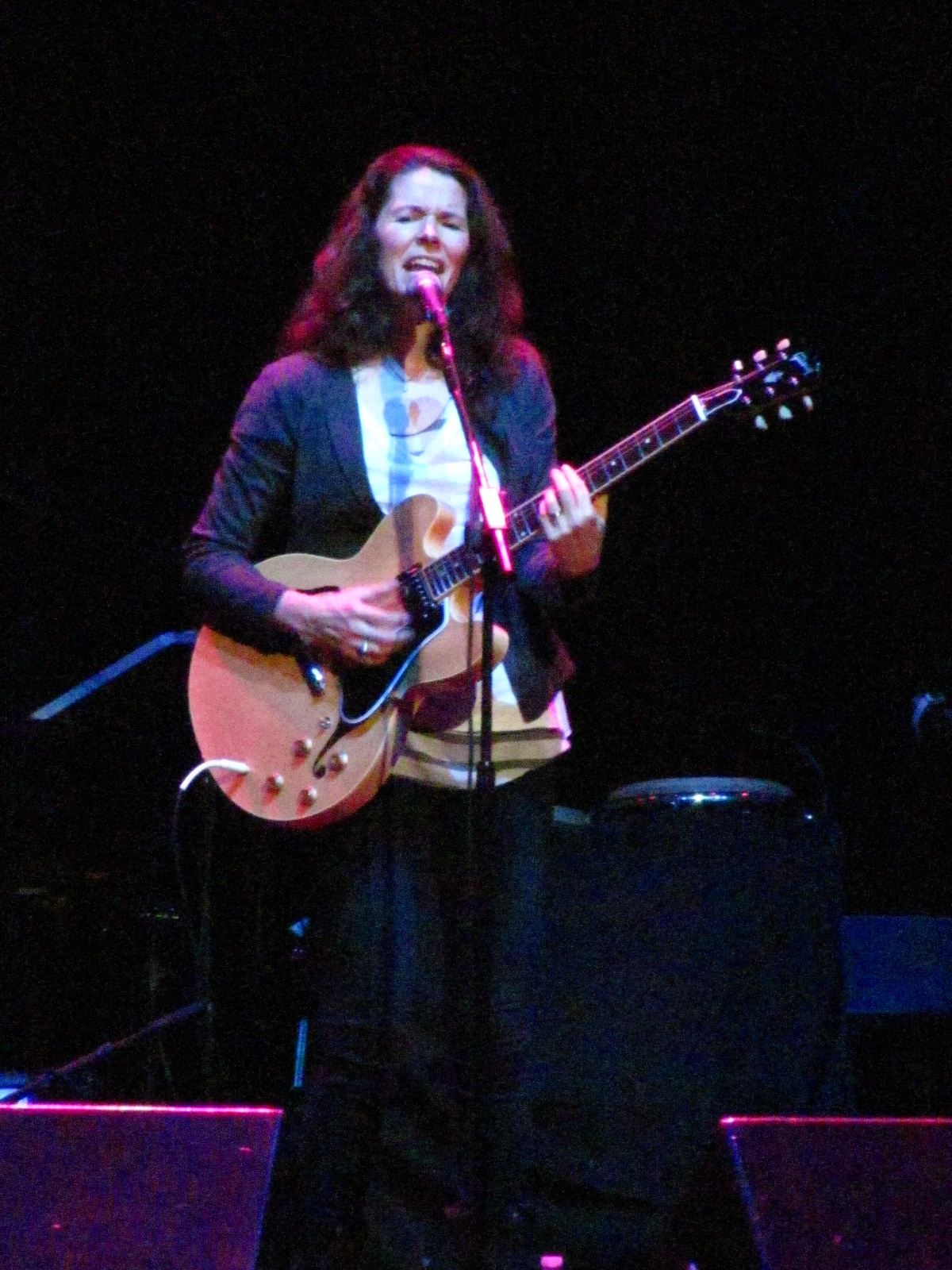
Edie Brickell (* 1966)

- Brickenstein, Cecilie (1886–1979), deutsche Kommunalpolitikerin (DNVP), MdBB
- Brickenstein, Eduard (1847–1926), deutscher Kapitän
- Bricker, Calvin (1884–1963), kanadischer Leichtathlet
- Bricker, Clifford (1904–1980), kanadischer Langstreckenläufer
- Bricker, John W. (1893–1986), US-amerikanischer Politiker
- Bricker, Karl (1923–1992), Schweizer Skisportler
- Brickhill-Jones, David (* 1981), britischer Orientierungsläufer
- Brickhouse, Marci (* 1967), Schauspielerin
- Brickley, Connor (* 1992), US-amerikanischer Eishockeyspieler
- Brickley, James H. (1928–2001), US-amerikanischer Jurist und Politiker
- Bricklin, Dan (* 1951), US-amerikanischer Informatiker
- Brickman, Jim (* 1961), US-amerikanischer Pianist und Songwriter
- Brickman, Marshall (1941–2024), US-amerikanischer Drehbuchautor und Oscar-Preisträger
- Brickman, Paul (* 1949), US-amerikanischer Filmregisseur, Drehbuchautor und Filmproduzent
- Brickmann, Jürgen (* 1939), deutscher Physiker
- Brickner, George H. (1834–1904), deutschamerikanischer Politiker
- Brickner, Irene (* 1960), österreichische JournalistinIrene Brickner (* 1960)

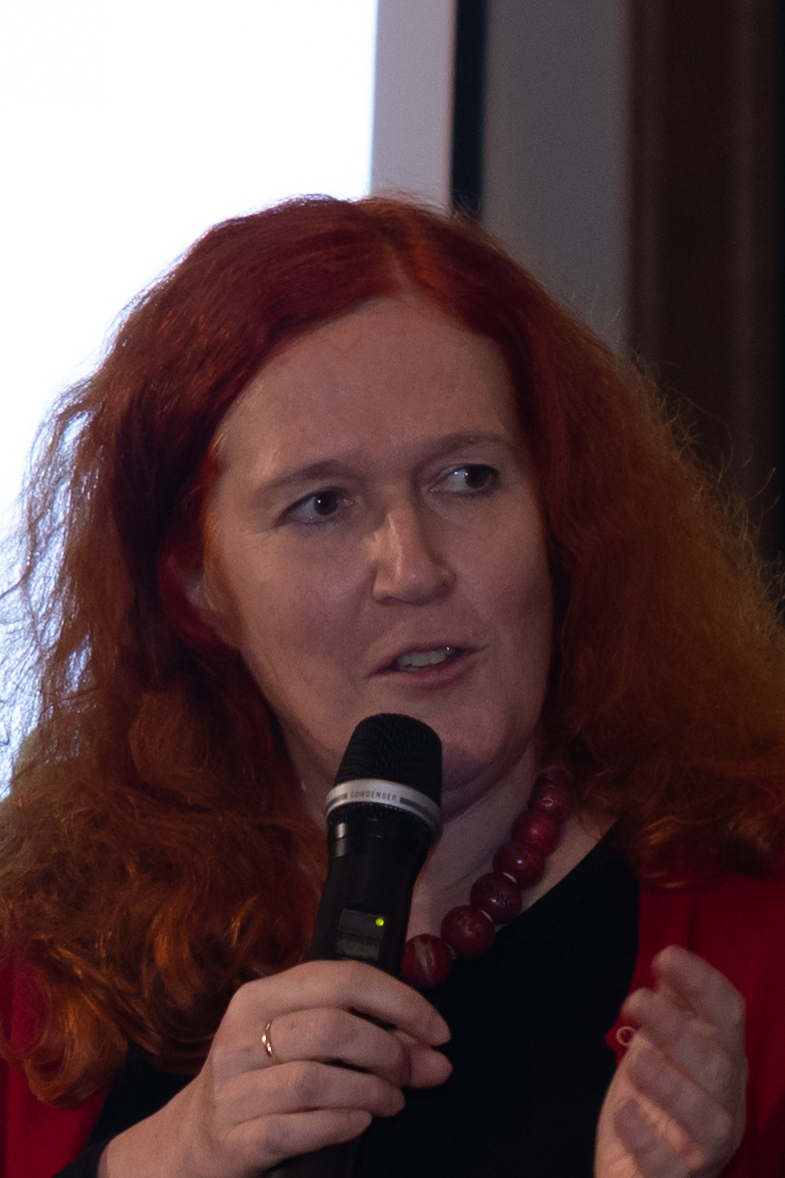
Irene Brickner (* 1960)

- Brickowski, Frank (* 1959), US-amerikanischer Basketballspieler
- Brickwedde, Ferdinand (1903–1989), US-amerikanischer Physiker
- Brickwedde, Fritz (* 1948), deutscher Manager
- Brickwell, Ditha (* 1941), österreichische Schriftstellerin

### Bricm
- Bricmont, Jean (* 1952), belgischer mathematischer Physiker und politischer Publizist
- Bricmont, Saskia (* 1985), belgische Politikwissenschaftlerin und Politikerin (Ecolo), MdEP
- Bricmont, Wendy Greene (* 1949), US-amerikanische Filmeditorin

### Brico
- Brico, Antonia (1902–1989), US-amerikanische Dirigentin niederländischer HerkunftAntonia Brico (1902–1989)

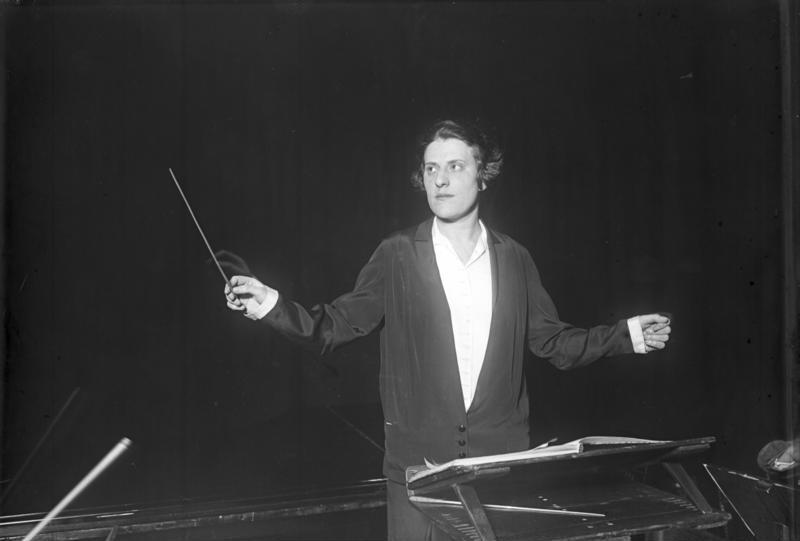
Antonia Brico (1902–1989)

- Bricogne, Gérard (* 1949), französischer Kristallograph
- Bricolo, Federico (* 1966), italienischer Politiker (Lega Nord), Mitglied der Camera
- Briçonnet, Denis (1479–1535), französischer Bischof
- Briçonnet, Guillaume († 1514), französischer Staatsmann und Kardinal
- Briçonnet, Guillaume († 1534), Bischof von Meaux
- Briçonnet, Katherine (1475–1526), französische Schlossherrin und Architektin

### Bricq
- Bricq, Nicole (1947–2017), französische Politikerin (SP), Mitglied der Nationalversammlung
- Bricqueville, François de († 1746), französischer Seeoffizier

### Brict
- Brictius von Tours († 444), Bischof und Heiliger

### Bricu
- Bricusse, Leslie (1931–2021), britischer Komponist und Liedtexter